# 국제 기념일
국제 기념일(International Observance)은 몇몇 국제적인 관심거리 또는 문제점에 주의를 기울이는 기간을 의미한다. 이 날은 그 주제를 기념하고 관련된 현재의 상태를 증진시키고 행동을 결집하는 데에 목표를 둔다. 많은 기간들은 유엔 총회, 유엔 경제사회이사회, 유엔 교육 과학 문화 기구(UNESCO)에 의해 선포되었다('UN'으로 표시). 이 경우 해당 국제 기념일과 관련된 주도 기관은 그 기간을 위해 특별히 디자인된 유엔 또는 UNESCO의 상징과, 이벤트를 조직하기 위한 그들의 하부조직을 활용한다. 또한 관련된 보고서도 출간된다. 이 보고서에는 해당 기념일 하에서 전 세계적으로 개최되는 활동들을 개괄하고 앞으로의 미래를 위해 이를 권고하는 내용을 담고 있다.

## 1월
- 1월 1일 지구 가족의 날(Global Family Day),
- 1월 1일 세계 평화의 날 (교황청)(World day of Peace)
- 1월 1일 탄자니아의 식목일
- 1월 27일 유대인 대학살 국제 추모의 날(International Holocaust Remembrance Day)(UN)

## 2월
- 2월 2일 세계 습지의 날(World Wetland Day)(Ramsar Convention)
- 2월 4일 세계 암의 날(World Cancer Day)(UN)
- 2월 6일 여성 할례 국제 무관용의 날(International Day of Zero Tolerance to Female Genital Mutilation)
- 2월 7일 대전 대신 고등학교 2학년 7반의 날(International Daejeon High School Year 2nd Grade Class 7 Day)
- 2월 11일 세계 환자의 날(World Day of the Sick)
- 2월 15일 세계 하마의 날
- 2월 20일 세계 사회 정의의 날(World Day of Social Justice)(UN)
- 2월 21일 국제 모국어의 날(International Mother Language Day)(UN)

## 3월
- 3월 8일 국제 여성의 날(International Women's Day)(UN)
- 3월 14일 강을 위한 국제 행동의 날(International Day of Action for Rivers)
- 3월 15일 세계 소비자 권리의 날(World Consumer Rights Day)
- 3월 18일 세계 재활용의 날(Global Recycling Day)
- 3월 20일 유엔 프랑스어의 날(French Language Day at the UN)(UN), 국제 행복의 날 (International Day Of Happiness)
- 3월 21일 국제 인종 차별 철폐의 날(International Day for the Elimination of Racial Discrimination)(UN)
- 3월 21일 세계 시의 날(World Poetry Day)(UN)
- 3월 21일 국제 누루즈의 날(International Day of Nowruz)(UN)
- 3월 22일 세계 물의 날(World Day for Water)(UN)
- 3월 23일 세계 기상의 날(World Meteorological Day)(UN)
- 3월 23일 국제 강아지의 날
- 3월 24일 세계 결핵의 날(World Tuberculosis Day)(UN)
- 3월 24일 국제 모든 인권 침해의 진실에 대한 권리와 희생자의 존엄을 위한 날(International Day for the Right to the Truth concerning Gross Human Rights Violations and for the Dignity of Victims)(UN)
- 3월 25일 노예제 및 대서양 노예 무역 희생자 국제 추모의 날(International Day of Remembrance of the Victims of Slavery and the Transatlantic Slave Trade)(UN)
- 3월 25일 억류되고 행방불명된 활동가를 위한 국제 연대의 날(International Day of Solidarity with Detained and Missing Staff Members)(UN)
- 3월 31일 트랜스젠더 가시화의 날 (International Transgender Day of Visibility, TDOV)

## 4월
- 4월 2일 세계 자폐인의 날(World Autism Awareness Day)(UN)
- 4월 4일 지뢰 인식과 지뢰 제거 활동 국제 지원의 날(International Day for Mine Awareness and Assistance in Mine Action)(UN)
- 4월 7일 1994년 르완다 집단 학살 국제 반성의 날(International Day of Reflection on the 1994 Genocide in Rwanda)(UN)
- 4월 7일 세계 보건의 날(World Health Day)(UN)
- 4월 12일 세계 햄스터의 날
- 4월 15일 세계 예술의 날
- 4월 20일 유엔 중국어의 날(Chinese Language Day at the UN)(UN)
- 4월 22일 지구의 날(Earth Day)
- 4월 22일 국제 대지의 날(International Mother Earth Day)(UN)
- 4월 23일 유엔 영어의 날(English Language Day at the UN)(UN)
- 4월 23일 세계 책과 저작권의 날(World Book and Copyright Day)(UN)
- 4월 24일 세계 실험동물의 날 (World Day for Laboratory Animals)
- 4월 24일(셋째주 목요일) 국제 소녀의 날 (Girls in ICT Day)
- 4월 25일 세계 말라리아의 날(World Malaria Day)(UN)
- 4월 26일 세계 지적 재산의 날(World Intellectual Property Day)(UN)
- 4월 28일 세계 노동 안전과 건강을 위한 날(World day for work safety and health)(UN)
- 4월 29일 세계 춤의 날(World Dance Day)

## 5월
- 5월 1일 노동자의 날(Labour Day)
- 5월 2일 세계 참치의 날
- 5월 3일 세계 언론 자유의 날(World Press Freedom Day)(UN)
- 5월 4일 국제 소방관의 날(International Firefighters' Day)
- 5월 8일 세계 적십자와 적신월사의 날(World Red Cross & Red Crescent Day)
- 5월 8~9일 제2차 세계대전 희생자를 위한 추모와 화해의 기간(Time of Remembrance and Reconciliation for Those Who Lost Their Lives during the Second World War)(UN)
- 5월 9~10일 세계 철새의 날(World Migratory Bird Day)(UN)
- 5월 12일 국제 간호사의 날(International Nurses Day)
- 5월 15일 국제 가정의 날(International Day of Families)(UN)
- 5월 17일 세계 전자 통신과 정보 사회의 날(World Telecommunication and Information Society Day)(UN)
- 5월 17일 국제 성소수자 혐오 반대의 날(International Day Against Homophobia & Transphobia)
- 5월 17일 세계 고혈압의 날(World Hypertension Day)
- 5월 21일 대화와 발전을 위한 세계 문화 다양성의 날(World Day for Cultural Diversity for Dialogue and Development)(UN)
- 5월 22일 국제 생물 다양성의 날(International Day for Biological Diversity)(UN)
- 5월 25일 아프리카의 날
- 5월 29일 유엔 평화유지군의 날(International Day of UN Peacekeepers)(UN)
- 5월 31일 세계 금연의 날(World No-Tobacco Day)(UN)
- 5월 둘째 토요일 세계 공정 무역의 날(World Fair Trade Day)

## 6월
- 6월 4일 국제 침략 희생 어린이의 날(International Day of Innocent Children Victims of Aggression)(UN)
- 6월 5일 세계 환경의 날(World Environment Day)(UN)
- 6월 6일 유엔 러시아어의 날(Russian Language Day at the UN)(UN)
- 6월 8일 세계 해양의 날(World Ocean Day)(UN)
- 6월 9일 구강 보건의 날
- 6월 12일 세계 아동 노동 반대의 날(World Day Against Child Labour)(UN)
- 6월 14일 세계 헌혈의 날(World Blood Donor Day)(UN)
- 6월 15일 세계 노인학대 인식의 날(World Elder Abuse Awareness Day)(UN)
- 6월 16일 아프리카 어린이의 날
- 6월 17일 세계 사막화와 가뭄과의 투쟁의 날(World Day to Combat Desertification and Drought)(UN)
- 6월 20일 세계 난민의 날(World Refugee Day)(UN)
- 6월 21일 세계 음악의 날(World Music Day)
- 6월 21일 세계 요가의 날(International Yoga Day)
- 6월 23일 유엔 공공 서비스의 날(United Nations Public Service Day)(UN)
- 6월 23일 세계 과부의 날(International Widow’s Day)(UN)
- 6월 25일 선원의 날(Day of the Seafarer)(UN)
- 6월 26일 약물 남용 및 불법거래와의 국제 투쟁의 날(International Day Against Drug Abuse and Illicit Trafficking)(UN)
- 6월 26일 고문 희생자 유엔 국제 원조의 날(United Nations International Day in Support of Victims of Torture)(UN)

## 7월
- 7월 첫째 토요일 국제 협동조합의 날(International Day of Cooperatives)(UN)
- 7월 1일 의사의 날(Doctor' Day)
- 7월 3일 세계  비닐봉투 안 쓰는 날(World Plastic Free Day)
- 7월 8일 작가의 날(Writer's Day)
- 7월 11일 세계 인구의 날(World Population Day)(UN)
- 7월 17일 세계 이모지의 날 (World Emojis Day)
- 7월 18일 국제 넬슨 만델라의 날(Nelson Mandela International Day)(UN)
- 7월 29일 국제 호랑이의 날(International Tiger Day)
- 7월 29일 국가의 날(Nation's Day)
- 7월 29일 태국어의 날(thai language day)

## 8월
- 8월 8일 세계 요들의 날(World Yodel Day)
- 8월 8일 세계 고양이의 날(International Cat Day)
- 8월 9일 국제 원주민의 날(International Day of the World's Indigenous People)(UN)
- 8월 12일 국제 청소년의 날(International Youth Day)(UN)
- 8월 13일 국제 왼손잡이의 날(International Lefthanders Day)
- 8월 14일 세계 도마뱀의 날(World Lizard Day)
- 8월 19일 세계 인도주의의 날(World Humanitarian Day)(UN)
- 8월 23일 국제 노예무역과 그 철폐 기념의 날(International Day for the Remembrance of the Slave Trade and Its Abolition)(UN)
- 8월 26일 나미비아의 날(Namibia Day)(UN)
- 8월 29일 핵 실험 국제 반대의 날(International Day against Nuclear Tests)(UN)

## 9월
- 9월 7일 푸른 하늘의 날
- 9월 8일 국제 문해의 날(International Literacy Day)(UN)
- 9월 10일 세계 자살 예방의 날(World Suicide Prevention Day)(UN)
- 9월 15일 국제 민주주의의 날(International Day of Democracy)(UN)
- 9월 16일 오존층 국제 보존의 날(International Day for the Preservation of the Ozone Layer)(UN)
- 9월 21일 국제 평화의 날(International Day of Peace)(UN)
- 9월 22일 세계 자동차 없는 날(World Car Free Day)
- 9월 27일 세계 관광의 날(World Tourism Day)(UN)
- 9월 28일 세계 광견병의 날(World Rabies Day)(UN)
- 9월 28일 알 권리의 날(Right to Know Day)
- 9월 29일 세계 심장의 날(World Heart Day)(UN)
- 9월 마지막 주 세계 바다의 날(World Maritime Day)(UN)

## 10월
- 10월 1일 세계 채식인의 날☘ (World Vegetarian Day)
- 10월 1일 국제 노인의 날(International Day of Older Persons)(UN), 세계 커피의 날
- 10월 2일 국제 비폭력의 날(International Day of Non-Violence Day)(UN)
- 10월 3일 세계 미소의 날(World Smile Day)
- 10월 4일 세계 동물의 날 ☘(World Animal Day)
- 10월 5일 세계 교사의 날(World Teachers' Day)(UN)
- 10월 8일 세계 인도주의자 행동의 날(World Humanitarian Action Day)
- 10월 9일 세계 우편의 날(World Post Day)(UN)
- 10월 10일 국제 정신 건강의 날(International Mental Health Day)(UN)
- 10월 10일 세계 사형제 반대의 날(World Day Against Death Penalty Day)
- 10월 11일 커밍아웃의 날(National Coming Out Day, NCOD)
- 10월 12일 유엔 스페인어의 날(Spanish Language Day at the UN)(UN)
- 10월 13일 국제 재해 감소의 날(International Day for Disaster Reduction)(UN)
- 10월 15일 세계 동물권 선언의 날 ☘(The Universal Declaration of Animal Rights)(UN)
- 10월 15일 국제 농촌 여성의 날(International Day of Rural Women)(UN)
- 10월 16일 세계 식량의 날(World Food Day)(UN)
- 10월 17일 국제 빈곤 퇴치의 날(International Day for the Eradication of Poverty)(UN)
- 10월 20일 세계 통계의 날(World Statistics Day)(UN)
- 10월 24일 유엔의 날(United Nations Day)(UN)
- 10월 24일 세계 발전 정보의 날(World Development Information Day)(UN)
- 10월 27일 세계 시청각 유산의 날(World Day for Audiovisual Heritage)(UN)
- 10월 첫째 월요일 세계 인간 정주의 날(World Habitat Day)(UN)
- 10월 둘째 수요일 세계 자연재해 감소의 날
- 10월 둘째 목요일 세계 시력의 날(World Sight Day)(UN)

## 11월
- 11월 1일 세계 비건의 날 ☘(World Vegan Day)(UN)
- 11월 6일 전쟁과 무력 충돌로 인한 환경 착취 국제 예방의 날(International Day for Preventing the Exploitation of the Environment in War and Armed Conflict)(UN)
- 11월 10일 평화와 발전을 위한 세계 과학의 날(World Science Day for Peace and Development)(UN)
- 11월 13일 세계 친절의 날(World Kindness Day)
- 11월 14일 세계 당뇨병의 날(World Diabetes Day)(UN)
- 11월 16일 국제 관용의 날(International Day for Tolerance)(UN)
- 11월 17일 세계 만성 폐쇄성 폐질환의 날(World Chronic Obstructive Pulmonary Disease Day)(UN)
- 11월 17일 국제 학생의 날(International Students Day)
- 11월 20일 세계 어린이의 날(Universal Children's Day)(UN)
- 11월 20일 아프리카 산업화의 날(Africa Industrialization Day)(UN)
- 11월 20일 트랜스젠더 추모의 날(Transgender Day of Remembrance, TDoR)
- 11월 21일 세계 텔레비전의 날(World Television Day)(UN)
- 11월 25일 여성 폭력 국제 추방의 날(International Day for the Elimination of Violence against Women)(UN)
- 11월 26일 아무것도 사지 않는 날(Buy Nothing Day)
- 11월 29일 팔레스타인 민족과의 국제 단결의 날(International Day of Solidarity with the Palestine People)(UN)
- 11월 셋째 목요일 세계 철학의 날(World Philosophy Day)(UN)
- 11월 셋째 일요일 세계 도로 교통사고 희생자 추모의 날(World day of Remembrance for Road Traffic Victims)(UN)

## 12월
- 12월 1일 세계 에이즈의 날(World AIDS Day)(UN)
- 12월 2일 국제 노예제 철폐의 날(International Day for the Abolition of Slavery)(UN)
- 12월 3일 국제 장애인의 날(International Day of Persons with Disabilities)(UN)
- 12월 5일 경제·사회발전을 위한 국제 자원봉사자의 날(International Volunteer Day for Economic and Social Development)(UN)
- 12월 5일 세계 토양의 날(UN)
- 12월 7일 국제 민간 항공의 날(International Civil Aviation Day)(UN)
- 12월 9일 국제 부패 반대의 날(International Anti-Corruption Day)(UN)
- 12월 10일 동물권의 날 ☘(International Animal Rights Day)(UN)
- 12월 10일 인권의 날(International Human Rights Day)(UN)
- 12월 11일 국제 산의 날(International Mountain Day)(UN)
- 12월 18일 국제 이주자의 날(International Migrant's Day)(UN)
- 12월 18일 유엔 아랍어의 날(Arabic Language Day at the UN)(UN)
- 12월 19일 남남 협력의 날(United Nations Day for South-South Cooperation)(UN)
- 12월 20일 국제 인간 연대의 날(International Human Solidarity Day)(UN)

## 같이 보기
- 유엔 총회
- 유엔 경제사회이사회
- 유네스코
- 유네스코 한국위원회
- 세계유산
- 세계기록유산
- 인류무형문화유산
- 생물권보전지역
- 세계지질공원
- 세계 책의 수도
- 유네스코 창의도시 네트워크
- 유네스코 글로벌 학습도시 네트워크
- 유네스코 학습도시상
- 유네스코 국제상
  - 유네스코 세종대왕 문해상
  - 유네스코 직지상
- 국제 기념주 (국제주, International Weeks)  유엔 웹사이트 'International Weeks'
- 국제년 (International Years)
- 국제 십년 (International Decades)  유엔 웹사이트 'International Decades'
- 기념일
- 유엔의 날
- 대한민국의 기념일